# دین سول
دین سول (انگلیسی: Dean Sewell؛ زادهٔ ۱۳ آوریل ۱۹۷۲) یک بازیکن فوتبال اهل جامائیکا است.
وی همچنین در تیم ملی فوتبال جامائیکا بازی کرده‌است.